# Carrizozo
Carrizozo ist eine Stadt im Lincoln County im US-Bundesstaat New Mexico in den Vereinigten Staaten mit 1036 Einwohnern (Stand: 2000) und County Seat (Verwaltungssitz) des Lincoln County.

## Geografie
Die Stadt liegt an der Kreuzung des U.S. Highway 54 mit dem U.S. Highway 380 im Westen des Countys im mittleren Süden von New Mexico und hat eine Gesamtfläche von 7,0 km² ohne nennenswerte Wasserfläche.

## Demografische Daten
Nach der Volkszählung im Jahr 2000 lebten hier 1036 Menschen in 435 Haushalten und 264 Familien. Die Bevölkerungsdichte betrug 147,5 Einwohner pro km². Ethnisch betrachtet setzte sich die Bevölkerung zusammen aus 74,81 % weißer Bevölkerung, 0,68 % Afroamerikanern, 1,83 % amerikanischen Ureinwohnern, 0,10 % Bewohnern aus dem pazifischen Inselraum.
Von den 435 Haushalten hatten 23,00 % Kinder und Jugendliche unter 18 Jahre, die bei ihnen lebten. 45,30 % waren verheiratete, zusammenlebende Paare, 12,40 % waren allein erziehende Mütter und 39,10 % waren keine Familien, 35,60 % bestanden aus Singlehaushalten und in 18,90 % lebten Menschen im Alter von 65 Jahren oder darüber. Die Durchschnittshaushaltsgröße betrug 2,18 und die durchschnittliche Familiengröße lag bei 2,79 Personen.
Auf den gesamten Ort bezogen setzte sich die Bevölkerung zusammen aus 20,90 % Einwohnern unter 18 Jahren, 5,30 % zwischen 18 und 24 Jahren, 24,80 % zwischen 25 und 44 Jahren, 27,50 % zwischen 45 und 64 Jahren und 21,40 % waren 65 Jahre alt oder darüber. Das Durchschnittsalter betrug 44 Jahre. Auf 100 weibliche Personen kamen 107,6 männliche Personen. Auf 100 Frauen im Alter von 18 Jahren oder darüber kamen statistisch 103,7 Männer.
Das jährliche Durchschnittseinkommen eines Haushalts betrug 22.647 USD, das Durchschnittseinkommen der Familien betrug 29.625 USD. Männer hatten ein Durchschnittseinkommen von 24.583 USD, Frauen 17.708 USD. Das Prokopfeinkommen betrug 12.243 USD. 21,00 % der Familien und 26,80 % der Bevölkerung lebten unterhalb der Armutsgrenze.